# Thinner (película)
Thinner (titulada: Más delgado o Maldición gitana en Hispanoamérica y Maleficio en España) es una película estadounidense de 1996, dirigida por Tom Holland y escrita por Michael McDowell y Holland.
Está basada en la novela homónima de Stephen King (bajo el seudónimo de Richard Bachman) y es protagonizada por Robert John Burke, Joe Mantegna y Michael Constantine en los papeles principales.

## Argumento
Una caravana de gitanos llega al pueblo de Fairwiew y el juez Phillips (Howard Erskine) los obliga a abandonar el lugar. Al mismo tiempo, Billy Halleck (Robert John Burke), un abogado obeso con problemas para reducir su sobrepeso que vive con su esposa Heidi (Lucinda Jenney) y su hija Linda (Bethany Joy Lenz) en Nueva Inglaterra, defiende con éxito al jefe del crimen italiano Richie Ginelli (Joe Mantegna), y decide celebrar su triunfo con una buena cena. Mientras conduce en su automóvil de regreso a casa, Heidi comienza a practicarle sexo oral (para persuadirlo de que se olvide su obsesión por la comida), lo que hace que se distraiga, atropelle y mate a Suzanne Lempke (Irma St. Paule), una anciana gitana que resulta ser la hija del patriarca Tadzu Lempke (Michael Constantine), de 106 años de edad. Se inicia un juicio en el cual Billy omite la causa de su descuido al conducir, el jefe de policía Duncan Hopley (Daniel von Bargen) comete perjurio y finalmente, el honorable juez Cary Rossington (John Horton) declara a Billy inocente. 
Indignado por la injusticia, Lempke maldice a Billy en los escalones del juzgado, tocándole la cara y pronunciando las palabras: "Más delgado". Poco tiempo después, Billy comienza a perder peso rápidamente, a pesar de no hacer ejercicio ni seguir su dieta. Heidi, temiendo que la pérdida de peso se deba al cáncer, llama al Dr. Mike Houston (Sam Freed), con quien Billy comienza a sospechar que su esposa está teniendo una aventura a sus espaldas. Billy se entera de que Rossington y Hopley también han sido maldecidos por Lempke; Rossington se ha mutado en un ser parecido a un lagarto, mientras que Hopley desarrolla úlceras purulentas en la cara y en las manos. Tanto Rossington como Hopley se suicidan por culpa de la maldición de Lempke.
Luego de eso, Billy rastrea el campamento de los gitanos e intenta persuadir a Lempke de que retire la maldición que le arrojó, pero este se niega, y amenaza con empeorar la maldición si no se marcha del lugar. Al no tener respuesta del patriarca, se dirige a Ginelli, para que use sus métodos violentos para convencerlo. Ginelli asesina a un gitano, dejando en ambas ocasiones una nota escrita que dice: "El hombre blanco del pueblo dice quítenmela". En una carrera desesperada contra el tiempo, Billy va adelgazando cada vez más hasta tal punto de ver cercana su propia muerte.
Lempke se da cuenta de hasta qué punto ha llegado su maldición y le explica a Billy que la maldición no se puede retirar, pero si se puede transferirse, y le entrega un pastel de fresas maldito (que fue hechizado por un conjuro que Lempke mezcló con la sangre de Billy). Le explica que aquel que consuma del pastel maldito tendrá una muerte dolorosa, provocando que la maldición lo matará rápidamente y luego le sugiere suicidarse con dignidad comiendo un trozo de ella, a lo que Billy se niega.
Billy regresa a su casa y decide vengarse de su esposa por sus sospechas de infidelidad y le deja el pastel maldito para que se la coma. Heidi se come una pieza y a la mañana siguiente, Billy encuentra a su esposa muerta y disecada al lado de su cama. Cuando parecía muy satisfecho y contento de que su esposa era desleal y de haberse librado de la maldición de Lempke; baja felizmente por las escaleras pero al llegar a la cocina, descubre que para su decepción, su hija también ha ingerido una porción del pastel maldito en el desayuno. Tras sentirse culpable por lo que acaba de hacer, decide seguir las palabras de Lempke sobre "morir con dignidad" y comer un trozo de pastel; pero es interrumpido por Mike, quien toca el timbre de la puerta. Cuando Billy abre la puerta, Mike se siente incómodo y se esfuerza por explicar su presencia no anunciada, lo que aparentemente confirma que las sospechas de Billy sobre la aventura entre Mike y Heidi eran ciertas. Billy invita a Mike a comer un trozo del pastel y cierra la puerta con una sonrisa.

## Reparto
- Robert John Burke — Billy Halleck
- Joe Mantegna — Richie Ginelli
- Michael Constantine — Tadzu Lempke
- Kari Wührer — Gina Lempke
- Bethany Joy Lenz — Linda Halleck
- Lucinda Jenney — Heidi Halleck
- Sam Freed — Dr. Mike Houston
- Stephen King — Dr. Bangor
- Time Winters — Abogado fiscal
- Howard Erskine — Juez Phillips
- John Horton — Juez Cary Rossington
- Daniel von Bargen - Jefe de policía Duncan Hopley
- Terrence Garmey — Bailiff
- Randy Jurgensen — Empleado de la corte
- Jeff Ware — Max Duggenfield
- Antonette Schwartzberg — Mamá Ginelli
- Irma St. Paule - Suzanne Lempke
- Terence Kava — Gabe Lempke
- Adriana Delphine — Mujer gitana
- Ruth Miller — Secretaria de Billy